# Cayo Aurelio Cota (cónsul 252 a. C.)
Cayo Aurelio Cota  fue cónsul en el año 252 a. C., con P. Servilio Gémino, y los dos cónsules llevaron la guerra en Sicilia contra los cartagineses con gran éxito. 

## Carrera política
Entre varios lugares que tomaron se encontraba Himera, pero sus habitantes habían sido evacuados en secreto por los cartagineses. Después Cota tomó prestado barcos de Hierón, y los unió con los restos de la flota romana, para embarcarse para Lipara, la cual bloqueó ; dejando dicho bloqueo a cargo de su tribuno, Q. Casio, con la orden expresa de no entablar batalla, pero, durante la ausencia del cónsul, Casio se dejó arrastrar a un enfrentamiento, en el que murieron muchos romanos. 
Al ser informado de esto, Cota regresó a Lipara, asediado y tomando la ciudad, pasando a sus habitantes por la espada, y privando a Casio de su magistratura de tribuno militar. Cota fue famoso por la estricta disciplina que mantuvo entre sus tropas, y donde varios casos están registrados. Durante el sitio de Lipara uno de sus propios parientes, P. Aurelio Pecuniola, fue azotado y degradado al rango de soldado raso, ya que por su culpa una parte del campamento fue incendiado, y en consecuencia, casi el campamento entero cayó en manos del enemigo. 
Es probable que durante esta misma campaña actuó con gran rigor contra los equites que se negaron a obedecer sus órdenes.
Al término de su consulado Cota obtuvo un triunfo sobre los cartagineses y sicilianos. 
En 248 a. C. obtuvo el consulado por segunda vez, junto con su excolega, P. Servilio Gémino, y de nuevo luchó en Sicilia contra los cartagineses. Cartalón en vano trató de hacer una diversión al atacar las costas de Italia, pero no se sabe nada de los resultados de este ataque de distracción.